# Fruchtpulpe
Fruchtpulpe oder Obstpulpe, kurz Pulpe, bezeichnet im Bereich der Lebensmittelverarbeitung eine breiig-stückige Masse aus jeweils einer Art von saftigen Früchten, die aus den genießbaren Teilen der Früchte durch grobe Zerkleinerung oder durch schonendes Dämpfen oder Vorkochen hergestellt wird. Die Pulpe besteht vor allem aus Fruchtfleisch in breiiger Form, vermischt mit Fruchtstücken, teilweise auch mit ganzen Früchten. Zu Pulpe verarbeitet werden typische Obstsorten, aber auch beispielsweise Tomaten. Fruchtpulpe ist kein Nahrungsmittel für den Endverbraucher, sondern ein sogenanntes Halberzeugnis (Halbfertigprodukt) für die weiterverarbeitenden Betriebe der Lebensmittelindustrie. Aus Fruchtpulpe werden unter anderem Konfitüren und Säfte hergestellt.
Die Bezeichnung Obstpulpe wird unter anderem im Österreichischen Lebensmittelbuch verwendet. Mit derselben Bedeutung wird auch die Bezeichnung Fruchtpülpe bzw. Pülpe verwendet, zum Beispiel in der deutschen Konfitürenverordnung. Die Bezeichnung Fruchtpulp bzw. Pulp ist eher veraltet.

## Herstellung und Verwendung
Fruchtpulpe besteht aus dem genießbaren Anteil der Früchte, vor allem aus Fruchtfleisch. Die Früchte werden gereinigt, unerwünschte Teile wie Stiele, Schalen und Kerngehäuse beziehungsweise Steine werden gegebenenfalls entfernt. Anschließend werden die Früchte mechanisch in Stücke zerkleinert oder durch Dämpfen oder Vorkochen zubereitet. Die Pulpe ist eine breiig-stückige Masse. Sie wird im Gegensatz zu Fruchtmark nicht passiert oder durch ein ähnliches Verfahren homogenisiert. Fruchtpulpe enthält Stücke des Fruchtfleischs, zum Teil auch ganze Früchte. Zur Erklärung des Begriffs Pülpe verwendete die Verbraucher-Zeitschrift test den Ausdruck „Fruchtstückmasse“.
Die Herstellung von Fruchtpulpe dient vor allem dem Zweck, große Mengen von Früchten nach der Haupterntezeit länger haltbar zu machen und die verarbeitenden Betriebe langfristig mit einem einfach verwendbaren Produkt zu versorgen. Die Haltbarkeit der Pulpe kann entweder durch ein physikalisches Verfahren wie Gefrieren oder durch den Zusatz eines Konservierungsmittels wie Sorbinsäure erhöht werden. Das Österreichische Lebensmittelbuch nennt „Erhitzen,  Tiefgefrieren, Kühlen oder Gefriertrocknen“ als physikalische Verfahren, aber nur „Schwefeldioxid oder Schwefeldioxid entwickelnde Stoffe“ als chemische Konservierungsmittel. Durch diese Methoden der Konservierung wird Pulpe länger haltbar als erntefrische Früchte, die nur gekühlt gelagert werden.
Fruchtpulpe wird als Halbfertigerzeugnis nicht für den direkten Verzehr hergestellt, sondern zu verschiedenen Nahrungsmitteln und Zutaten weiterverarbeitet. Dazu zählen unter anderem Konfitüren, Marmeladen, Süßwaren, Fruchtsäfte sowie Füllungen für Backwaren.